# موش بالاروی واتسون
موش بالاروی واتسون (نام علمی: Tylomys watsoni) نام یک گونه از سرده موش‌های بالارو است.